# Kurt Herget
Kurt Herget (* 30. April 1922; † 26. Juli 2003) war ein deutscher Fußballspieler.

## Karriere
Kurt Herget spielte Erstligafußball für die Stuttgarter Kickers zunächst in der Gauliga Württemberg und nach dem Zweiten Weltkrieg in der Oberliga Süd. Sein Debüt gab Herget am 24. August 1941 beim 4:1-Heimsieg im Tschammerpokal gegen die Mannschaft des 1. FC Nürnberg.
Nach seiner Zeit bei den Kickers war er noch für den SV Prag Stuttgart aktiv.